# فاصمة منصهرة

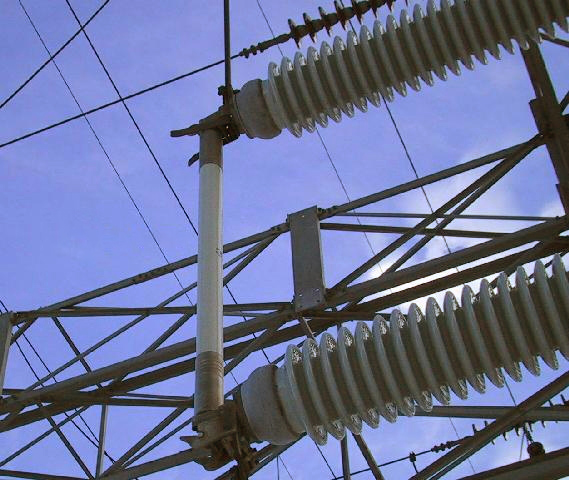
منصهر ضغط عالي

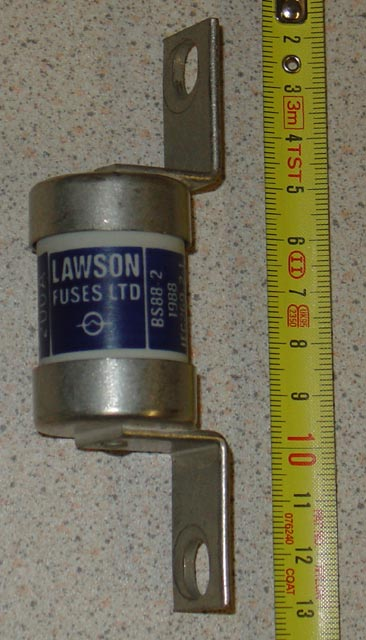
مصهر كهربائي.

الفاصمة (الجمع: فواصم) أو المِصْهَر أو الصهيرة (بالإنجليزية: Fuse)‏ عنصر سلكي في دارة، يَحترق أو ينقطع عندما يتجاوز التيار المار فيه حداً معيناً. يحمي المنصهرُ الداراتِ من الضرر الذي تسبِّبه زيادة التيار. ويؤدي الوظيفة ذاتَها التي يقوم بها قاطع الدارة، ولكن دون إمكان إعادة التشغيل، ولذا يجب تغييره عندما ينصهر. يتألف المنصهر من سلك قصير، له تركيب محدد وسمك معيّن. وكلما ازداد سمك السلك، ازداد التيار اللازم لصهر المصهر وفتح الدارة. فهي قطعة تركب في الدوائر الكهربائية والإلكترونية، تقوم بقطع تدفق التيار الكهربائي في حالة حدوث دائرة قصر (عند تلامس سلكي الكهرباء المتناقضين مع بعضها)، أو حمولة زائدة (عند توصيل عدة أجهزة كهربائية ذات استهلاك عالي في وقت واحد).
ويصنع المنصهر حسب تقديرات تيارية. يشير مقياس التيار إلى مقدار الكهرباء التي يستطيع المنصهر احتمالها دون احتراق. ويحدد المقياس بقطر السلك المُستخدم في الجهاز. وبعض المصاهر تستطيع تحمل كسر من الأمبير، ويستطيع البعض الآخر حمل مئات الأمبيرات.
وفي المملكة المتحدة تزود القوابس الكهربائية بمنصهر داخلي، وتُركَّب المصاهر أيضاً داخل المخرج الكهربائي. ويستخدم نوع آخر من المصاهر تسمى المصاهر الأنبوبيَّة، في الدوائر التي تحتاج إلى كميات كبيرة من الكهرباء، مثل تلك المصاهر الخاصة بمكيفات الهواء والمطابخ الكهربائية. وتستخدم المصاهر الأنبوبية الصغيرة في السيارات وفي المضخَّمات الموائمة وأجهزة التلفاز ، والأجهزة الكهربائية الأخرى.

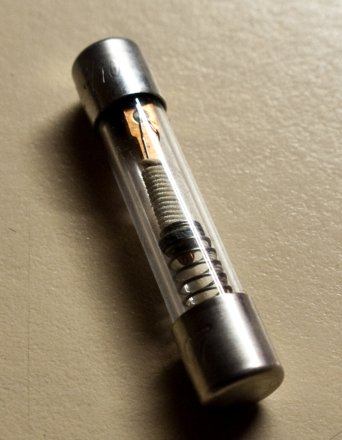
فيوز غير لحظي يعمل على قطع التيار عند وصول قيمتة إلى 0.3 أمبير وجهد 250 فولت عندما يستمر لفترة تصل إلى 100 ثانية

وبعض المصاهر مصممة خصيصاً لتتحمل تياراً ذا حمل زائد لمدة محدودة. وهذه الصمامات المعطَّلة زمنيا نافعة في المحركات الكهربائية التي تحتاج إلى اندفاعة كبيرة من التيار أثناء لحظة التشغيل الأولي. وتزود منازل كثيرة الآن بمفاتيح آلية لقطع الدوائر الكهربائية بدلاً من المصاهر. وهذه الأجهزة يمكن إعادة إعدادها، وبذلك فلا حاجة لاستبدالها بعد مرور تيار كهربائي ذي حمل زائد.

## التاريخ
في عام 1847، أوصى الفيزيائي الفرنسي لوي بريغيه باستخدام الموصلات السليكونية لحماية محطات التلغراف من الصواعق الكهربية. واستخدمت هذه الأسلاك لحماية المنشآت بشكل عام 1864.
وفي عام 1890، اخترع توماس إديسون المخترع ورجل الأعمال الأمريكي الشهير الفيوز كوسيلة حماية للأجهزة الكهربائية والمنشآت. ومنذ ذلك الحين تم اعتبار الفيوز عنصر هام في هندسة الوقاية الكهربائية.

## مهمته

الرمز الكهربي للفيوز في الدائرة.

يمكن أن يعتبر الفيوز نوع من أنواع القواطع الكهربائية على أساس التشابه بينهما في الوظيفة وهي قطع التيار المار بالدائرة إذا تعدى حدودا معينة. وهو أرخص سعرا من كافة هذه القواطع الكهربائية , ويستخدم لحماية الأجهزة من تيار القصر «العالي جدا» حتى في وجود قاطع الدائرة. ويعتبر الفيوز أقدم الوسائل المستخدمة لحماية التمديدات والمعدات الكهربائية من التلف والاحتراق.
ويتميز الفيوز بأنه أسرع في الفصل من قاطع الدائرة في حالة الارتفاع الشديد في قيمة التيار، فيمكن استخدامه بدون الحاجة للقاطع، لكن بالطبع سيحتاج إلى بعض الوقت لتبديله كلما حدث قصر بالدائرة، وهذا قد لا يكون ممكنا في بعض التطبيقات.
ويعتمد مبدأ عمل الفيوز على التأثير الحراري للتيار الكهربائي المار فيه حيث ينصهر عند تيار معين ويقطع التيار. ويشترط في السلك المنصهر داخل الفيوز أن يكون:
1. مصنوعا من مادة جيدة فلا يستهلك مع مرور الزمن.
2. لا تتغير صفاته مع مرور التيار.
3. أن لا يكون سريع الانصهار.
4. لا يسبب انصهاره أي عواقب (كالاشتعال مثلا).

ويستعمل الفيوز حسب التحمل المُسَجَّل عليه، فإذا كان الحمل الطبيعي أعلى من تحمل الفيوز فذلك يعني عدم ملائمة هذا الفيوز. فكل مساحة مقطع للسلك يقابلها تيار مقنن كما يلي:
| سعة الفيوز بالأمبير | قطر السلك النحاسي المستخدم بالملليمتر |
| ------------------- | ------------------------------------- |
| 3                   | 0.15                                  |
| 5                   | 0.20                                  |
| 10                  | 0.35                                  |
| 15                  | 0.50                                  |
| 20                  | 0.60                                  |
| 25                  | 0.75                                  |
| 30                  | 0.85                                  |
| 45                  | 1.25                                  |
| 60                  | 1.53                                  |
| 80                  | 1.8                                   |
| 100                 | 2.0                                   |

## الأنواع

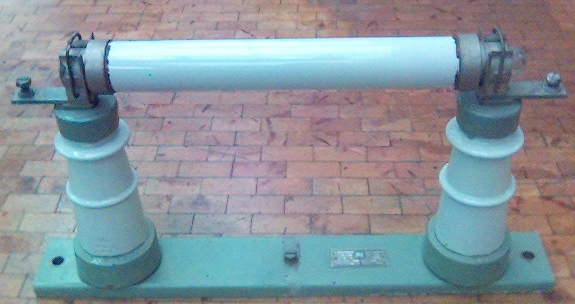
فيوز قديم للشبكات المتوسطة 20 كيلو فولت

تصنف المصهرات بواسطة عدة عوامل وهي:
- الشكل.
- الحجم.
- التيار والجهد.
- سرعة الاستجابة.

وللمصهرات أنواع، من أهمها:
1. المصهرات الخرطوشية.
2. المصهرات ذات سعة القطع العالية.

### المصهرات الخرطوشية

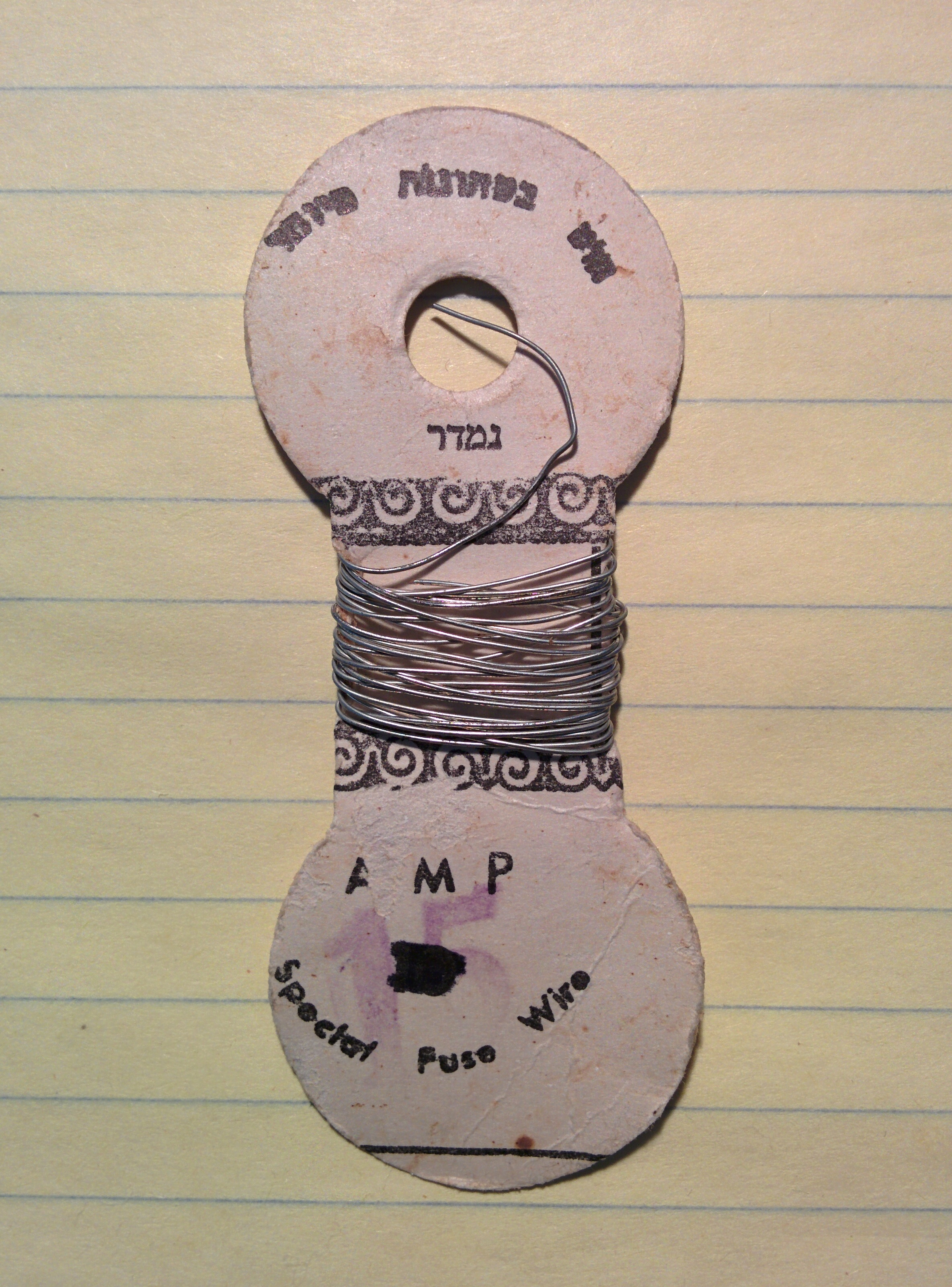
فيوز قديم يتحمل 15 أمبير عام 1950

صنعت الفيوزات الخرطوشية لتغطي بعض مساوئ الفيوزات القديمة التي كانت تستعمل سلك عادي رفيع، وكان يعاد تشعيره بسلك آخر عند كل عطل. وكان يعيب هذا النوع القديم أن السلك الجديد ربما يكون من مقطع غير مناسب.
أما المصهرات الخرطوشية فهي عبارة عن حيز إسطواني من الخزف يحتوي على عنصر الفيوز ( الذي لا يمكن تغييره )، وتكون الإسطوانة مملوءة بالرمل السليكوني الذي يساعد على الإطفاء. ولكن يعيب هذا النوع أنه لا يفرق بين الحمل الزائد الذي يمكث فترة طويلة والحمل الزائد الذي يزول بعد فترة قصيرة.

### المصهرات ذات سعة القطع العالية
تتكون من إسطوانة أو مكعب من الخزف ونجد أن عنصر الفيوز هنا عبارة عن سلك رفيع من الفضة الخالصة، أما الإسطوانة فإنها تملأ بمسحوق السليكون، ويتحمل هذا النوع قيم عالية للقصر. كما يزود في الغالب بمبين للعطل ليدل على حدوث عطل.
ويوجد نوعين من عنصر الفيوز الأول يعرف بالاحادي وفيه يكون عنصر الفيوز المصنوع من الفضة مكونا من مقطع واحد، بينما الثاني يعرف بالثنائي وفية يضاف لعنصر الفيوز السابق جزء إضافي موصل معه على التوالي ويتأثر فقط بالحمل الزائد.

## المميزات
أهم مميزات المصهر هي رخص ثمنه وسهولة التركيب وسرعة قطع الدائرة.

## العيوب
أهم عيوب المصهر أنه يتطلب تغييره كلما قام بفصل الدائرة وهذا يعني أنه لا يمكن إرجاع الكهرباء بسرعة بعد انقطاعها. كما أنه في حالة استخدامه لحماية محرك ثلاثي الأوجه أنه قد لا يفصل كل الأوجه في آن واحد عند حدوث عطل. مما يعني أن المحرك المحمي بواسطته قد يعمل أحيانا على وجهين.